# Kick Buttowski: A külvárosi fenegyerek
A Kick Buttowski: A külvárosi fenegyerek (eredeti cím: Kick Buttowski: Suburban Daredevil) 2010-ben indult amerikai televíziós animációs sorozat, amelyet a Disney Channel sugároz. Alkotója Sandro Corsaro.

## Történet
Kick Buttowski elhatározza hogy fenegyerek lesz. Sokszor különös helyzetekbe keveredik. Legjobb barátja a norvég Gunther, ki sokat segít neki.

## Szereplők
- Clarence 'Kick' Buttowski:  A fenegyerek, kinek hatalmas szíve van. Magyar hang: Fekete Zoltán
- Gunther Magnuson: Egy túlsúlyos norvég fiú. Kick barátja. Magyar hang: Kapácsy Miklós
- Harold Buttowski: Kick apja. Magyar hang: Katona Zoltán
- Wade: Kick benzinkútnál dolgozó barátja. Magyar hang: Joó Gábor
- Mrs. Buttowski: Kick anyja. Magyar hang: Csizmadia Gabi
- Brianna Buttowski: Kick elkényeztetett húga.
- Brad Buttowski: Kick bátyja. Zsarnokoskodik Kick felett. Magyar hang: Bartucz Attila
- Kendall Perkins: Kick osztálytársa. Sokszor bosszantja Kicket.

## Visszatérő szereplők
- Magnus Magnuson: Gunther viking apja. A BattleSnax étteremben dolgozik.
- Helga Magnuson: Gunther viking anyja. A BattleSnax étteremben dolgozik.
- Bjørgen: Gunther bátyja. Ő is viking.
- Kyle: Kick beszédes unokatestvére.